# A Fülöp-szigetek a 2020. évi nyári olimpiai játékokon
A Fülöp-szigetek a Tokióban megrendezett, a koronavírus-járvány miatt 2021-re halasztott 2020. évi nyári olimpiai játékok egyik részt vevő nemzete volt. Összesen 19 sportoló vett részt, akik 4 érmet szereztek - beleértve az ország első aranyérmét.

## Érmesek
| Érem  | Versenyző      | Sportág    | Versenyszám        |
| ----- | -------------- | ---------- | ------------------ |
| Arany | Hidilyn Diaz   | Súlyemelés | Férfi félnehézsúly |
| Ezüst | Nesthy Petecio | Ökölvívás  | Női pehelysúly     |
| Ezüst | Carlo Paalam   | Ökölvívás  | Férfi légsúly      |
| Bronz | Eumir Marcian  | Ökölvívás  | Férfi középsúly    |